# Leckartjärnen
Leckartjärnen är en sjö i Ludvika kommun i Dalarna och ingår i Göta älvs huvudavrinningsområde. Sjön har en area på 0,104 kvadratkilometer och ligger 303,3 meter över havet.

## Delavrinningsområde
Leckartjärnen ingår i det delavrinningsområde (666663-142571) som SMHI kallar för Utloppet av Hösjön. Medelhöjden är 345 meter över havet och ytan är 27,52 kvadratkilometer. Räknas de 2 avrinningsområdena uppströms in blir den ackumulerade arean 42,02 kvadratkilometer. Sikforsån som avvattnar avrinningsområdet har biflödesordning 3, vilket innebär att vattnet flödar genom totalt 3 vattendrag innan det når havet efter 403 kilometer. Avrinningsområdet består mestadels av skog (68 procent) och sankmarker (16 procent). Avrinningsområdet har 1,11 kvadratkilometer vattenytor vilket ger det en sjöprocent på 4 procent.